# Bušinec
Bušinec, bis 1953 Zgornji (Gorenji) und Dolenji (Dolnji) Bušinec (deutsch Ober und Unter-Wuschinz), ist eine Siedlung in der slowenischen Gemeinde Dolenjske Toplice im Südosten des Landes. Die Gegend ist Teil der historischen Region Unterkrain und gehört heute zur Region Jugovzhodna Slovenija (Südost-Slowenien). Das Dorf liegt südlich von Selišče, westlich des Oberlaufs der Sušica.
In Dolnji Bušinec existieren Überreste einer prähistorischen Siedlung.